# دراگان بندر
دراگان بندر (انگلیسی: Dragan Bender؛ زادهٔ ۱۷ نوامبر ۱۹۹۷) بازیکن بسکتبال اهل کرواسی است.
از باشگاه‌هایی که در آن بازی کرده‌است می‌توان به میلواکی باکس و فینیکس سانز اشاره کرد.
وی در مسابقات کشوری و بین‌المللی در مجموع برندهٔ ۱ مدال برنز شده‌است.